# 김매순
김매순(金邁淳, 1776년 ~ 1840년)은 조선 후기의 학자, 문신이다. 자는 덕수(德叟). 호는 대산(臺山). 시호는 문청(文淸). 본관은 (신)안동. 
1795년 정시문과에 병과로 급제하였으며, 그 후 검열·의정부사인 등을 거쳐 초계문신에 선발되었다. 그 뒤 당상관으로 승자하여 예조참판 등을 지내고 외직인 강화부유수로 나아갔다. 학덕이 높아 사후, 고종 때에 판서로 추증되었다. 
덕행(德行)으로 저명하였으며, 문장에 뛰어나 김택영의 여한십대가(麗韓十大家)의 한 사람으로 꼽히기도 했다. 성리학에도 일가견이 있어서, 호론(湖論)과 낙론의 대립(호락논쟁) 때 그는 한원진(韓元震)의 호론을 지지하였다. 
저서로는 《대산문집》, 《전여일록》(篆餘日錄), 《대산공이점록》(臺山公移占錄), 《주자대전차문표보》(朱子大全箚問標補), 《열양세시기》(洌陽歲時記), 《궐여산필》(闕餘散筆)등이 있다.

## 가족 관계
- 고조부 : 김창흡(金昌翕)
  - 증조부 : 김양겸(金養謙)
    - 할아버지 : 김범행(金範行)
      - 숙부 : 김이계(金履銈)
        - 사촌 : 김근순(金近淳)

      - 숙부 : 김이현(金履鉉)
        - 사촌 : 김달순(金達淳)

      - 아버지 : 김이수(金履鏽)
      - 어머니 : 안종주(安宗周)의 딸
        - 부인 : ?
          - 아들 : 김선근(金善根)

## 같이 보기
- 열양세시기